# Рунне
Ру́нне (до 1948 року — Башмак, до 1965 — Ізвесткова; крим. Başmaq) — село (до 2013 року — селище) в Україні, у Євпаторійському районі Автономної Республіки Крим.